# Людиново II
Людиново II — залізнична станція 5-го класу на лінії Фаянсова — Брянськ.
Розташована в північно-західній частині міста Людиново Калузької області. На схід від станції знаходиться початок вулиці III Інтернаціоналу.

## Пасажирське сполучення
На станції зупиняються приміські поїзди сполученням Брянськ-Орловський — Фаянсова та Дятьково — Фаянсова, а також поїзд № 75/76 Гомель — Москва.